# Semih Kaya
Semih Kaya [semih kaja] (* 24. února 1991, Bergama, Turecko) je bývalý turecký fotbalový obránce.

## Klubová kariéra
V Turecku nastupoval od roku 2009 na profesionální úrovni za Galatasaray Istanbul, s nímž nasbíral řadu trofejí (tři ligové tituly, tři triumfy v národním poháru a čtyři prvenství v tureckém Superpoháru). Nastupoval ve stoperské dvojici mj. s Tomášem Ujfalušim.
Z Galatasaraye hostoval krátce v Gaziantepsporu a Kartalsporu.
V červenci 2017 přestoupil z Galatasaraye za cca 2 miliony eur do českého klubu AC Sparta Praha a stal se tak jeho osmou letní posilou. S platem 3,7 milionu korun měsíčně se stal nejlépe placeným hráčem HET ligy 2017/18. Sezónu začal v základní sestavě, avšak hned ve druhém utkání na konci července proti Bohemians Praha 1905 si zlomil malíček a znovu za A tým nastoupil až 3. prosince.
V lednu 2019 odešel na půlroční hostování zpět do tureckého Galatasaray.
Galatasaray SK však opci neuplatnil a tak je Semih Kaya o léta 2019 opět hráčem A-týmu Sparty. Na konci sezony 2019/20 mu na Letné vypršela smlouva.

## Reprezentační kariéra
Kaya nastupoval za turecké mládežnické výběry od kategorie do 15 let.
V A-mužstvu Turecka debutoval 29. 2. 2012 v přátelském utkání v Burse proti reprezentaci Slovenska (prohra 1:2).
Byl nominován na EURO 2016 ve Francii.